# Ariathisa ochropepla
Ariathisa ochropepla là một loài bướm đêm trong họ Noctuidae.